# Opas
Opas là một chi nhện trong họ Tetragnathidae.